# Martí Jofre I de Rocabertí
Martí Jofre I de Rocabertí i de Safortesa fou vescomte de Rocabertí entre 1663 i 1671. Era fill de Francesc Jofre I de Rocabertí i Pacs, vescomte de Rocabertí i I comte de Perelada, i de Magdalena de Safortesa i Espanyol. Es va casar amb Teresa de Boixadors amb qui va tenir una nena que va morir petita. Es va tornar a casar amb Anna de Lanuza, amb qui no va tenir descendència.